# Дейкун Іван Вікторович
Іва́н Ві́кторович Дейку́н (1978—2019) — старший солдат Збройних сил України, учасник російсько-української війни.

## Життєпис
Народився 1978 року в селищі Радгосп-Технікум, зараз село Іллінецьке Іллінецького району Вінницької області, жив у місті Новоукраїнка (Кіровоградська область). Працював в аграрних підприємствах.
Від 27 квітня 2018 року служив за контрактом у 179-му центрі військ зв'язку, потім — Новоукраїнському РВК, радіотелефоніст вузла зв'язку та телеформатизації. Відкомандирований до 28-ї бригади; старший солдат, заступник командира бойової машини — навідник-оператор 1-го механізованого батальйону. Брав участь у боях за Новотроїцьке, Богданівку, Маріуполь.
6 жовтня 2019 року в пообідню пору під час бойового чергування на опорному пункті поблизу Красногорівки внаслідок обстрілу з великокаліберного кулемета зазнав кількох кульових поранень грудної клітки, це спричинило сильний крововилив у легені. Помер за кілька хвилин у реанімобілі (від больового шоку і втрати крові). Противник обстрілював позиції біля Красногорівки з напрямку селищ Трудівських (Петровський район Донецька) зі снайперської та стрілецької зброї.
10 жовтня 2019-го похований у Новоукраїнці.
Без Івана лишились мама, цивільна дружина та син 2003 р.н.

## Нагороди та вшанування
- Указом Президента України № 19/2020 від 21 січня 2020 року за «особисту мужність і самовіддані дії, виявлені у захисті державного суверенітету та територіальної цілісності України» нагороджений орденом «За мужність» III ступеня (посмертно)[3].